# Faverzano
Faverzano (Faersà in dialetto bresciano) è una frazione del comune di Offlaga, in provincia di Brescia. È stato comune autonomo fino al 1928.

## Toponimo
Secondo il Mazza (1986), il termine deriverebbe dal nome personale romano Fabricius per cui doveva esistere un fundus fabricianus.

## Storia
Fino a metà del Quattrocento fu feudo della famiglia Gambara. Tuttavia già l'Estimo Visconteo del 1385 definisce Faverzano comune autonomo appartenente alla quadra di Quinzano. All'interno di questa quadra fu mantenuto dopo il passaggio dell'istituzione municipale alla Repubblica di Venezia.
Secondo il Catastico Bresciano di Giovanni da Lezze (1610) il comune era retto in Vicinia la quale eleggeva sindici, massaro e console.
Nel 1797, dopo l'istituzione della Repubblica Bresciana, il comune fu inserito nel Cantone del Basso Oglio. Dopo la confluenza dell'effimera repubblica nel Dipartimento del Mella di quella Cisalpina fu inserito nel Distretto dello Strone.
Dopo la breve parentesi dell'occupazione austro-russa (1798-1799) e il riassetto della seconda repubblica cisalpina (1801), Faverzano fu inserito nel Distretto III di Verola Alghisi del dipartimento del Mella. In tale istituzione rimase dopo la trasformazione della Cisalpina nella napoleonica Repubblica Italiana . A seguito della ristrutturazione degli enti locali operata con l'istituzione del Regno d'Italia (giugno 1805), fu classificato nella terza classe e fu assegnato al Cantone I di Verolanuova del Distretto III di Verolanuova.
Il 1º gennaio 1810 la municipalità fu soppressa e il territorio fu assegnato al comune di Cadignano.
Nel 1816, riottenuta l'autonomia municipale con il passaggio del bresciano all'asburgico Regno Lombardo-Veneto fu inserito nel Distretto XI (poi XII) di Verolanuova della provincia di Brescia.
Nel 1859, a seguito del passaggio delle province lombarde al Regno di Sardegna (dal 1861 Regno d'Italia), il comune fu assegnato al mandamento I di Verolanuova a sua volta appartenente al circondario VI della nuova provincia di Brescia.
A partire dal 1926 fu retto da un Podestà. Due anni dopo a seguito del Regio Decreto 12 gennaio 1928, n. 64, fu soppresso e il suo territorio, unitamente a quello di Cignano fu aggregato al comune di Offlaga.

## Monumenti e luoghi d'interesse
- Villa Longo Agliardi. Costruita nel Cinquecento è formato da un edificio a due livelli con sottotetto e parco. Verso il giardino si apre un portico a nove arcate sovrastato al centro da una loggia sostenuta da quattro colonne. All'interno è presente lo stemma dei Longo, famiglia di origini bergamasche, uno scalone di origini ottocentesche e soffitti in legno[1];
- Santuario “Madonna della Seggiola”, pregevole sacello campestre situato nelle campagne a nord del paese il cui primo nucleo venne edificato nel Cinquecento per volere del nobile Carlo Averoldi. Contiene ai lati dell’altare gli affreschi che raffigurano i S.S. Gervasio e Protasio e i S.S. Benedetto e Scolastica, mentre l'affresco absidale, di datazione più recente, è opera del pittore bresciano Eligio Agriconi e rappresenta una madonna con bambino seduta su un trono.